# Голубицкий, Сергей Иосифович
Сергей Иосифович Голубицкий (1906,Могилёвская область — 1976) — старший машинист-инструктор колонны паровозов № 25 особого резерва Народного комиссариата путей сообщения, Герой Социалистического Труда.

## Биография
Родился в 1906 году в городе Мстиславль Могилёвской области Белоруссии. В 1925 году начал трудовую жизнь ремонтным рабочим на станции Жмеринка Юго-Западной железной дороги. Через год стал помощник слесаря на станции Вапнярка, а потом слесарем главных мастерских на тупиковой станции Гайворон той же дороги.
В 1928 году был призван в Красную Армию. После увольнения в запас прибыл в паровозное депо имени Андреева в Киев. Здесь стал помощником машиниста, а затем и механиком паровоза, водил пассажирские поезда. В 1941 году уже работал машинистом.
С началом Великой Отечественной войны, когда враг приближался к столице Украины, машинист Голубицкий вывозил эвакуируемое из Киева население и промышленное оборудование предприятий, научных учреждений. В одном из эшелонов, который он вел, было ценнейшее оборудование Института электросварки академика Патона. Эшелон он довел без потерь, а оборудование впоследствии использовалось на Челябинском тракторном заводе при выпуске легендарных «тридцатьчетверок».
Осенью, когда поступил приказ закончить эвакуацию Киева, оказавшегося по сути в окружении. Голубицкий получил почти боевой приказ — сплотку мощных паровозов лично довести на станцию назначения. на Урал. Приказ отдавал начальник Юго-Западной дороги П. М. Некрасов, тем самым фактически спас ему жизнь. Сам начальник дороги погиб со штабом Юго-Западного фронта, прорываясь из окружения. Голубицкий больше трёх недель вёл порученную ему сплотку паровозов. На исходе были силы, кончились продукты, но он прибыл на Южно-Уральскую дорогу.
Вернуться назад не удалось, был переведен в локомотивное депо Верещагине Пермской железной дороги. Затем работал на Южно-Уральской железно дороге: возил железную руду и кварциты в Магнитогорск, а оттуда бронеплиты в Челябинск, на танковый завод.
В октябре 1942 года в депо Троицк на линии Челябинск — Карталы была сформирована колонна паровозов № 25 особого резерва НКПС, старшим машинистом которой стал Голубицкий. От станции Карталы путь вёл прямо к Магнитогорску, некоторое время колонна работала на этом участке.
В марте 1943 года колонна была переведена в прифронтовую зону. Сперва обеспечивала доставку грузов для Калининского, а потом для Степного фронтов, который сыграл важную роль в Курской битве и при освобождении Белгорода и Харькова.
Однажды, в августе 1943 года, Голубицкий доставлял на передовую эшелон с боеприпасами. На одной из станций эшелон был обстрелян с самолёта, загорелись хвостовой вагон с автопокрышками и платформа прикрытия с бочками автола. Комендант станции отдал приказ паровозной бригаде немедленно бросить паровоз и укрыться от возможного взрыва. Но тогда от взрыва целого эшелона боеприпасов станция была бы разрушена. Нарушая приказ, Голубицкий поручил помощнику потушить огнетушителем огонь на бочках с автолом, а поездного мастера отправил отцепить хвостовой вагон. На это ушло 10-15 минут, и он увел спасённые от огня вагоны с боеприпасами. Продолжая путь к фронту, уклонился от нескольких атак вражеских самолетов. Пошел на крайнюю меру и открыл продувательные краны котла. В воздух выбросило огромную струю пара, который клубился и закрыл сплошной завесой не только паровоз, но и почти половину вагонов. Решив, что эшелон уничтожен противники улетели, и груз были спасен.
После Харькова были Полтава и Киев. Столицу Украины ещё не освободили, а Голубицкий уже вёз сапёров и материалы для возрождения киевских мостов. В представлении наркомата к высокому значилось: «паровозному машинисту депо Киев Юго-Западной железной дороги паровозной колонны № 25». Но Сталин зачеркнул слова «депо Киев» — город ещё не был полностью освобожден от врага.
Указом Президиума Верховного Совета СССР от 5 ноября 1943 года «за особые заслуги в обеспечении перевозок для фронта и народного хозяйства и выдающиеся достижения в восстановлении железнодорожного хозяйства в трудных условиях военного времени» сержанту Голубицкому Сергею Иосифовичу присвоено звание Героя Социалистического Труда с вручением ордена Ленина и Золотой медали «Серп и Молот».
Продолжал подвозить строительные грузы, к сооружаемому низководному мосту через Днепр. Как только контрольный паровоз испытал прочность деревянных конструкций Дарницкого моста, Голубицкий повёл по мосту поезд с танками на высокий берег Днепра. Эти танки участвовали в освобождении Правобережной Украины и Польши. Затем продолжал работать в прифронтовой полосе, доставляя в срок и без потерь воинским частям боеприпасы, технику.
В июне 1944 года был откомандировали в Киев, вернулся я в родное депо Киев-Пассажирский. Участвовал в восстановлении путевого хозяйства Юго-Западной дороги, возил грузы для фронта. Как машинист-инструктор систематически проводил занятия с прикреплёнными локомотивными бригадами, делился с ними своим богатым опытом.
После войны продолжа трудится машинистом. Участвовал в общественной жизни, трижды избирался депутатом городского совета. Жил в городе Киеве. Ушел из жизни в 1976 году.
Награждён двумя орденами Ленина, орденом Трудового Красного Знамени, медалями.